# Église des Frères en Christ
L'Église des Frères en Christ (anglais : Brethren in Christ Church, BIC) est une confession chrétienne chrétienne évangélique anabaptiste. Elle trouve ses racines dans l'Église mennonite, avec des influences des réveils du piétisme radical et du mouvement de sainteté,,. Ils ont également été connus sous les noms de River Brethren et de Mennonites de la Rivière,. La confession canadienne est appelée Be In Christ.

## Histoire
Les Frères en Christ ont leur siège en Pennsylvanie. Ils partagent une connexion initiale avec les Frères Unis remontant à 1767. Les Frères en Christ retracent leur dénomination à un groupe de Mennonites vivant juste au nord de Marietta, en Pennsylvanie, sur la rive est de la rivière Susquehanna. Alors qu'ils se réunissaient pour étudier la Bible et adorer Dieu dans les années 1770, ce groupe, qui devint connu sous le nom de River Brethren, cherchait dans l'histoire de l'Église primitive et développa la conviction que le baptême des croyants par immersion trinitaire était la forme scripturale de baptême. Les River Brethren du XVIIIe siècle insistaient également sur l'importance centrale de Jésus dans les Écritures, en particulier l'application littérale du Sermon sur la montagne, dans Matthieu 5-7. Étant anabaptistes, les River Brethren mettaient l'accent sur les croyances de la non-résistance et de la non-conformité au monde. Leur origine dans les réveils piétistes radicaux les amena à insister sur "l'expérience de conversion, une vie de dévotion intense et le témoignage". Jacob Engle est reconnu comme l'un des premiers leaders (parfois considéré comme le "fondateur" de l'Église des Frères en Christ). La première déclaration confessionnelle de ce groupe fut formulée vers 1780, après la période difficile de la Révolution américaine.
Pendant la guerre de Sécession, lorsqu'il fut exigé par le gouvernement de l'Union des États-Unis de s'enregistrer comme un corps tenant des valeurs pacifiques et non combattantes de non-résistance, le nom "Frères en Christ" fut adopté. "River Brethren" resta le terme d'usage courant jusque dans le XXe siècle pour les membres américains de la dénomination, tandis que "Dunkers" était le surnom populaire donné aux membres de la dénomination canadienne jusqu'aux années 1930. La dénomination maintient encore fermement sa quête de la paix, mais il existe de nombreuses interprétations différentes au sein de la dénomination sur la manière dont ce mode de vie pacifique doit être vécu. Beaucoup vivent un pacifisme social, tandis que d'autres ne voient pas l'appel à la paix de Christ comme une déclaration anti-guerre, mais comme un appel à vivre paisiblement sur un plan interpersonnel. L'histoire de la dénomination est remplie d'histoires d'objection de conscience.
D'autres branches des River Brethren incluent les Old Order River Brethren (org. 1843), l'Église Unie de Sion (org. 1855), et l'Église de la Sainteté du Calvaire.
Vers le tournant du XXe siècle, les Frères en Christ furent influencés par le mouvement de sainteté.
Les membres de l'Église des Frères en Christ ont fondé le Messiah College en 1909 (Grantham (en), Pennsylvanie), et le Niagara Christian Community of Schools (en) (plus tard Niagara Christian Community of Schools) en 1932 comme école préparatoire chrétienne en Ontario, Canada.

## Croyances
Les Articles de foi et de doctrine actuels de l'Église ont été adoptés en 1986 et mettent l'accent sur la compréhension des Écritures inspirées par l'Église en communauté avec l'illumination du Saint-Esprit, la "centralité du Christ" dans la révélation divine, la nécessité de la sainteté, la non-violence et l'importance de la communauté. L'Église croit que Dieu le Père, Dieu le Fils et Dieu le Saint-Esprit se révèlent à travers le registre divin des Écritures et que le salut par la mort et la résurrection de Jésus-Christ est reçu par la foi personnelle et la repentance. Le baptême par immersion trinitaire et la Sainte Cène sont considérés comme des ordonnances de l'Église. Le lavement des pieds, la dédicace des enfants, la prière pour les malades, l'imposition des mains et l'onction d'huile sont des pratiques importantes et acceptées, mais ne sont pas appelées ordonnances.
Une particularité des Frères en Christ, avec d'autres dénominations anabaptistes, est la pratique de "l'herméneutique communautaire" où l'interprétation des Écritures doit être effectuée par l'Église en communauté, plutôt que d'être la responsabilité de la hiérarchie ecclésiastique ou de l'individu chrétien.

## Statuts
Lors de la Conférence générale de 2006 de la dénomination, l'Église des Frères en Christ en Amérique du Nord comptait environ 295 églises aux États-Unis et au Canada. En 2001, il y avait 20 739 membres aux États-Unis répartis dans 232 églises. La Pennsylvanie reste le centre de la dénomination, avec près de la moitié de ses congrégations et la majorité de ses membres. Cependant, il existe de nombreuses congrégations dans d'autres États, notamment en Floride, en Ohio et en Californie. Le siège de la dénomination est à Grantham, en Pennsylvanie, à côté de l'église Grantham BIC et de l'université Messiah. Il y a 1 100 églises dans 23 pays avec un effectif mondial d'environ 80 000 membres. L'Église BIC maintient une certaine connexion avec son héritage influencé par les Mennonites en collaborant avec le Comité central mennonite pour des ministères.
L'organisation de l'Église est divisée en sept conférences régionales (chacune représentée par un évêque siégeant au Conseil de direction) et une sous-conférence. Les conférences sont les suivantes : Allegheny, Atlantic, Great Lakes, Midwest, Pacific, Southeast, et Susquehanna ; la sous-conférence est centrée autour de Miami, en Floride, et se concentre sur les ministères hispaniques. L'université Messiah à Grantham, et le Niagara Christian Collegiate à Fort Erie, en Ontario, Canada, sont affiliés à l'Église BIC. L'Église est également affiliée à un certain nombre de camps, centres de conférences et ministères, ainsi qu'à Evangel Publishing House à Nappanee, Indiana, et Christian Light Bookstores en Indiana, Maryland, Pennsylvanie et Ohio.

### Au Canada
En 2012, la Conférence canadienne des Frères en Christ et la Conférence générale des Frères en Christ ont reconnu l'avantage pour les deux d'être des Églises indépendantes. Les deux ont approuvé une affirmation de séparation. Cela a abouti au développement de BIC Canada et de BIC aux États-Unis. Ils continuent à travailler en collaboration tout en reconnaissant leurs identités et structures nationales distinctes. En 2017, BIC Canada a changé son nom pour devenir "Be in Christ Church of Canada".

## Personnalités liées au mouvement
- Jay Smith (en), apologiste chrétien[11],[12]
- Bruxy Cavey, auteur et ancien pasteur
- Harold Albrecht, ancien député canadien[13] de la circonscription de Kitchener—Conestoga en Ontario, fondateur de l'Église communautaire Pathway à Kitchener, Ontario[14].